# Hanne Bjurstrøm

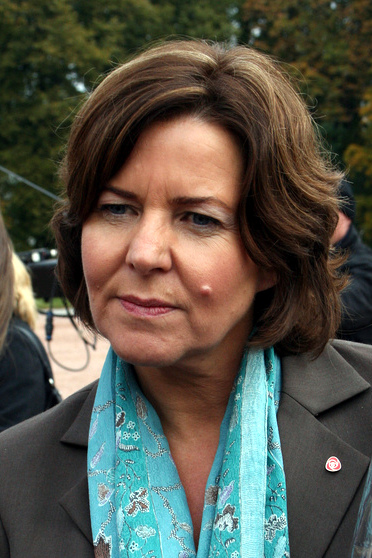
Hanne Bjurstrøm (2009).

Hanne Inger Bjurstrøm, född 20 september 1960 i Oslo, är en norsk politiker från Arbeiderpartiet, som var arbetsminister 2009–2012 i Regeringen Stoltenberg II. Hon utnämndes till statsråd 20 oktober 2009. Hon bistod först statsrådet Erik Solheim med internationella klimatförhandlingar, innan hon efter FN:s klimatkonferens i Köpenhamn 2009, där hon ledde den norske delegationen, tillträdde som arbetsminister 21 december 2009. Hon var 2016–2022 Norges jämställdhets- och diskrimineringsombud.
Bjurstrøm är utbildad  jurist och varit koncernadvokat åt Aker RGI och domare/vice ordförande i Arbeidsretten, och har också arbetat i Europarådet, hos Regjeringsadvokaten och på justitiedepartementet. Hon kom till arbetsministerposten från en ställning som specialrådgivare åt miljödepartementet och Norges förhandlingsledare i de internationella klimatförhandlingarna. Från 2013 är hon partner i advokatbyrån Arntzen de Besche AS i Oslo.